# Isla Quemada
La isla Quemada o isla Burnt es una isla del archipiélago de las Malvinas. Se encuentra junto con la isla Elefante, al este de la isla Soledad y al suroeste de la rada Agradable, cerrando por el norte al puerto Pacheco. Se halla cerca de la Base Aérea de Monte Agradable.